# Референдумы в Швейцарии (2013)
Референдумы в Швейцарии прошли 3 марта 2013 года и 9 июня 2013 года, 22 сентября 2013 года. Избирателей спрашивали, поддерживают ли они (1) федеральный порядок по семейной политике, (2) поправку к федеральному закону по градостроительному зонированию и (3) «инициативу Миндера» по оплате топ-менеджеров компаний, которая вводит контроль акционеров над уровнем зарплаты глав компаний, включая подъёмные бонусы для новых менеджеров и «золотые парашюты» для увольняемых. Наибольшее внимание привлёк вопрос об ограничении бонусов, выплачиваемых топ-менеджерам компаний. На референдуме 9 июня избирателей спрашивали, поддерживают ли они (1) поправки в закон о предоставлении убежища, (2) прямые выборы в Федеральный совет Швейцарии.
Вопрос по семейному планированию был одобрен большинством голосов, но отвергнут большинством кантонов. Зонирование было одобрено большинством голосов и не требовало большинства внутрикантональных голосований. Инициатива относительно регулирования оплаты топ-менеджеров была одобрена большинством голосов и всеми кантонами. Поправки в закон о предоставлении убежища были одобрены большинством голосов. Закон о прямых выборах в Федеральный совет Швейцарии был отклонён большинством голосов.

## Избирательная система
В 11 кантонах граждане Швейцарии, проживающие за рубежом, впервые могли голосовать через интернет после того, как этот способ голосования был одобрен Федеральным советом Швейцарии в декабре 2012 года.

## Кампания и результаты
- Референдум об отмене обязательной военной службы показал что граждане не хотят отмены. Одновременно были приняты поправки о работе магазинов при АЗС и закон об эпидемиях.

### Семейная политика
15 июня 2012 года был проведён федеральный порядок по семейному планированию. Однако, федеральному правительству необходимо ввести поправку в Конституцию, чтобы работать с кантональными правительствами в сфере обеспечения баланса между работой и личной жизнью, улучшения дневных детских заведений, а также обеспечения семейных нужд.
| Да или нет                | Голосов   | Процент  |
| ------------------------- | --------- | -------- |
| Да                        | 1 283 383 | 54,30 %  |
| Нет                       | 1 078 895 | 45,70 %  |
| Всего голосов             | —         | 100,00 % |
| Явка                      | 45,6 %    | 45,6 %   |
| Электорат                 | —         | —        |
| Источник: Familienpolitik |           |          |

- Отвергнут большинством кантонов.

### Градостроительное зонирование
15 июня 2012 года была введена поправка в федеральный закон по градостроительному зонированию, которая ограничивает землю, доступную в муниципалитетах для развития в течение ближайших 15 лет. Поправка вносит 20%-й налог на земельные трансакции для собственников земли длля развития.
| Да или нет                     | Голосов   | Процент  |
| ------------------------------ | --------- | -------- |
| Да                             | 1 615 720 | 67,90 %  |
| Нет                            | 762 273   | 32,10 %  |
| Всего голосов                  | —         | 100,00 % |
| Явка                           | 46 %      | 46 %     |
| Электорат                      | —         | —        |
| Источник: Gegen die Abzockerei |           |          |

### Оплата топ-менеджеров — Инициатива Миндера
Предприниматель и политик Томас Миндер в 2006 году начал инициативу «Против мошенничества, наживы и нетрудовых доходов» и собрал 100 тыс. подписей, необходимых для вынесения вопроса на референдум. Сторонники инициативы Миндера считали, что топ-менеджеры публичных компаний выплачивают себе огромные бонусы вместо того, чтобы увеличивать резервный фонд компании или размер выплаты акционерам. Инициатива получила название «Инициатива Миндера», или «Инициатива по жирным котам».
Против ограничения бонусов выступал Союз швейцарской экономики (Economiesuisse), который заявлял, что ограничение зарплат и бонусов может привести к оттоку талантливых топ-менеджеров.
Особенно этот вопрос привлёк к себе внимание после скандала в январе 2013 года, когда уходящий в отставку председатель совета директоров швейцарской фармацевтической компании Novartis Даниэль Васелла получил в качестве золотого парашюта 72 млн франков (78 млн долларов). Это вызвало бурю негодования в стране, после которой Васелла вынужден был отказаться от бонуса. Скандал практически предопределил исход референдума.
| Да или нет                   | Голосов   | Процент  |
| ---------------------------- | --------- | -------- |
| Да                           | 1 476 723 | 62,90 %  |
| Нет                          | 871 454   | 37,10 %  |
| Всего голосов                | —         | 100,00 % |
| Явка                         | 45,4 %    | 45,4 %   |
| Электорат                    | —         | —        |
| Источник: Raumplanungsgesetz |           |          |

### Предоставление убежища
Изменения в Законе о предоставлении убежища даст Федеральному правительству расширенные полномочия, чтобы ускорить процесс. Было также отменено право просить убежище в швейцарских посольствах за рубежом, а также за исключением сознательных отказчиков от военной службы и дезертиров.
Предложению противостояли левые партии, профсоюзы, правозащитные группы и религиозные организации. До референдума, результаты опросов общественного мнения свидетельствует о поддержке предложения на 57 %. Изменения в законе были одобрены почти 80 % избирателей. Референдум прошёл 9 июня.
| Да или нет             | Голосов   | Процент  |
| ---------------------- | --------- | -------- |
| Да                     | 1,572,690 | 78,4 %   |
| Нет                    | 432,068   | 21,6 %   |
| Всего голосов          | —         | 100,00 % |
| Явка                   | 38,7 %    | 38,7 %   |
| Электорат              | —         | —        |
| Источник: Asylgesetzes |           |          |

### Прямые выборы вФедеральный совет Швейцарии
Предложение о прямых выборах в Совет Федерации, который включал бы внесение изменений в Федеральную Конституцию Швейцарии, выдвинула Швейцарская Народная Партия. Опросы общественного мнения в конце мая, показали, что 66 % избирателей, против. Предложение было категорически отклонено 76 % избирателей. Референдум прошёл 9 июня.
| Да или нет            | Голосов   | Процент  |
| --------------------- | --------- | -------- |
| Нет                   | 1,549,716 | 76,3 %   |
| Да                    | 480,477   | 23,7 %   |
| Всего голосов         | —         | 100,00 % |
| Явка                  | 26,3 %    | 26,3 %   |
| Электорат             | —         | —        |
| Источник: Bundesrates |           |          |